# SN 2006am
SN 2006am – supernowa typu IIn odkryta 22 lutego 2006 roku w galaktyce NGC 5630. W momencie odkrycia miała maksymalną jasność 18,50m.